# Anna Kotikowa

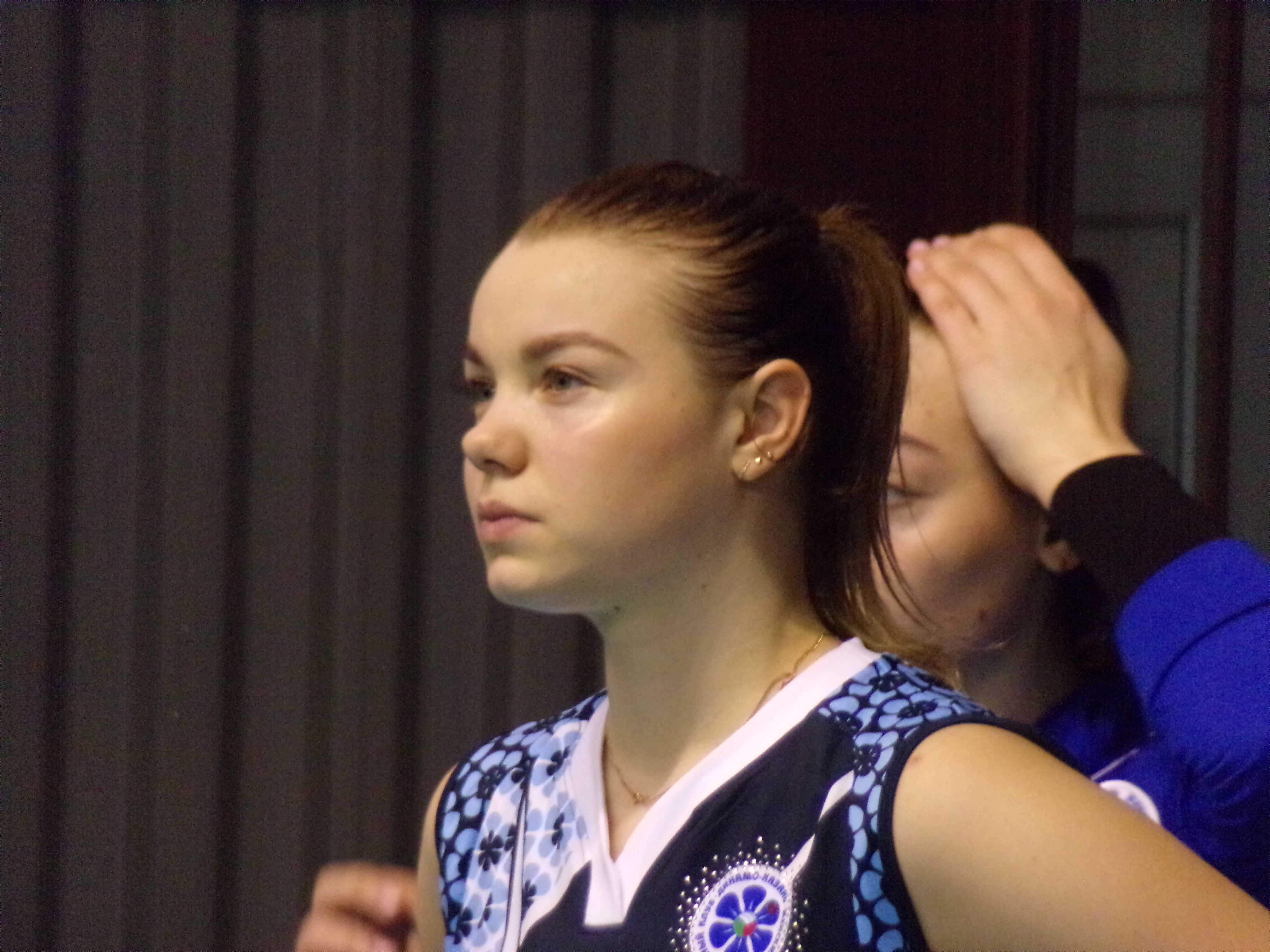
Anna Kotikowa zawodniczką Dinama Kazań w sezonie 2019/2020

Anna Michajłowna Kotikowa (ros. Анна Михайловна Котикова; ur. 13 października 1999 w Szui) – rosyjska siatkarka, grająca na pozycji przyjmującej, reprezentantka Rosji. 

## Sukcesy klubowe
Puchar Rosji:
- 2017, 2019, 2020[7]

Mistrzostwo Rosji:
- 2020
- 2018
- 2021[8]

Superpuchar Rosji:
- 2020[9]

Mistrzostwo Francji:
- 2023[10]

Superpuchar Francji:
- 2023[11]

Liga Mistrzyń:
- 2025[12]

## Sukcesy reprezentacyjne
Mistrzostwa Europy Kadetek:
- 2016[13]

Mistrzostwa Świata Juniorek:
- 2017

Letnia Uniwersjada:
- 2017[14]

Volley Masters Montreux:
- 2018[15]

## Nagrody indywidualne
- 2016: MVP i najlepsza atakująca Mistrzostw Europy Kadetek[16]
- 2017: Najlepsza atakująca Mistrzostw Świata Juniorek[17]